# Walencki Katolicki Uniwersytet „San Vicente Mártir”
Walencki Katolicki Uniwersytet „San Vicente Mártir” (UCV, hiszp. Universidad Católica de Valencia „San Vicente Mártir”) – hiszpański uniwersytet katolicki w Walencji. 

## Historia
3 listopada 1969 José María García Lahiguera założył Szkołę Doskonalenia Nauczycieli Edetania. Od 1974 do 2004 uczelnia była częścią Universidad de Valencia. Od października 2002 uczelnia miała prawo przyznawania stopni naukowych z psychologii i psychopedagogiki, nauk o sporcie, antropologii społecznej i kulturowej oraz nauk morskich w ramach akredytacji Universidad Miguel Hernández de Elche. 4 lutego 2005 ucniwersytet został podzielony na 5 części. 
Uniwersytet w obecnej formie został założony w 8 grudnia 2003 przez Fundację Edetania dzięki kardynałowi Agustínowi García-Gasco Vicente’owi. Pierwsze zajęcia odbyły się na przełomie 2004 i 2005.